# عقدة (شبكات)

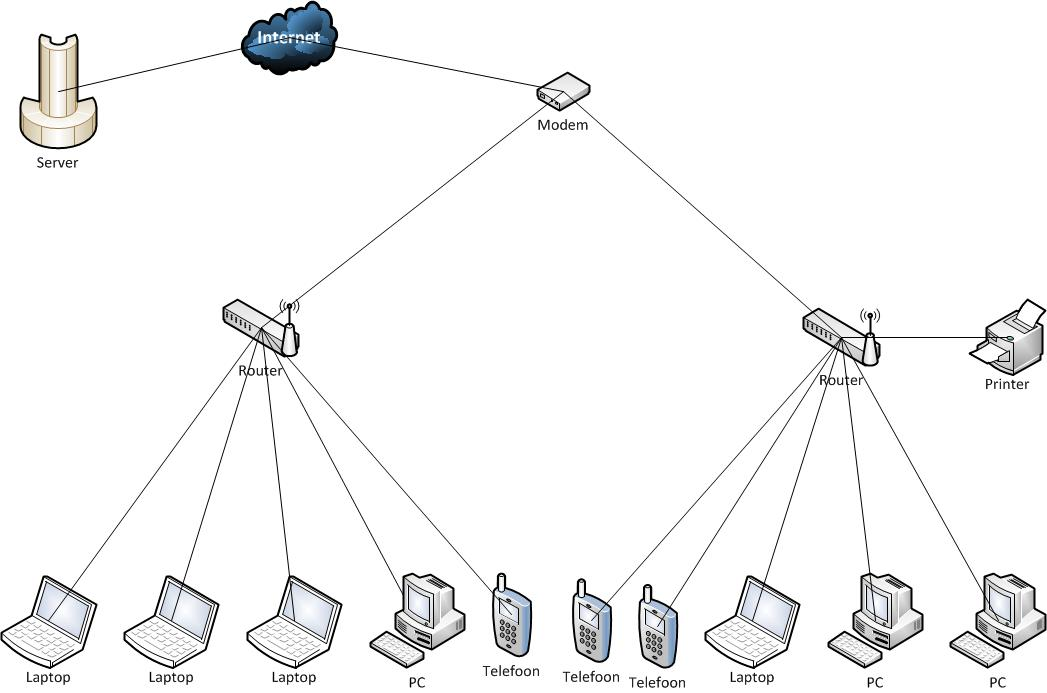

يُشير مصطلح العقدة في عالم شبكات الإتصال إلى نقطة إعادة توجيه، العقدة هي عبارة عن جهاز مزود بالكهرباء يقوم بتلقي أو تشكيل أو تحويل المعلومات الواردة عبره .

## عقد شبكة الاتصالات
```
في الاتصالات الخلوية، قواعد تحويل البيانات مثل 
النظام الفرعي للمحطة الأساسية
 ، 
مسجل مواقع محلي
 ، 
أساس شبكة خدمة نقل المعلومات عبر الراديو
 عبارة عن أمثلة لعقد. غير أن 
المحطات القاعدية
 
للشبكات الخلوية
 لا تعتبر عقدا على الإطلاق
```

## نظام توزيع العقد
```
عندما يتعلق الأمر 
بحوسبة موزعة
 تكون العقد آنذاك عبارة عن 
عميل
 ، 
خادم
 ، 
ند لند
```